# Бікольська мова

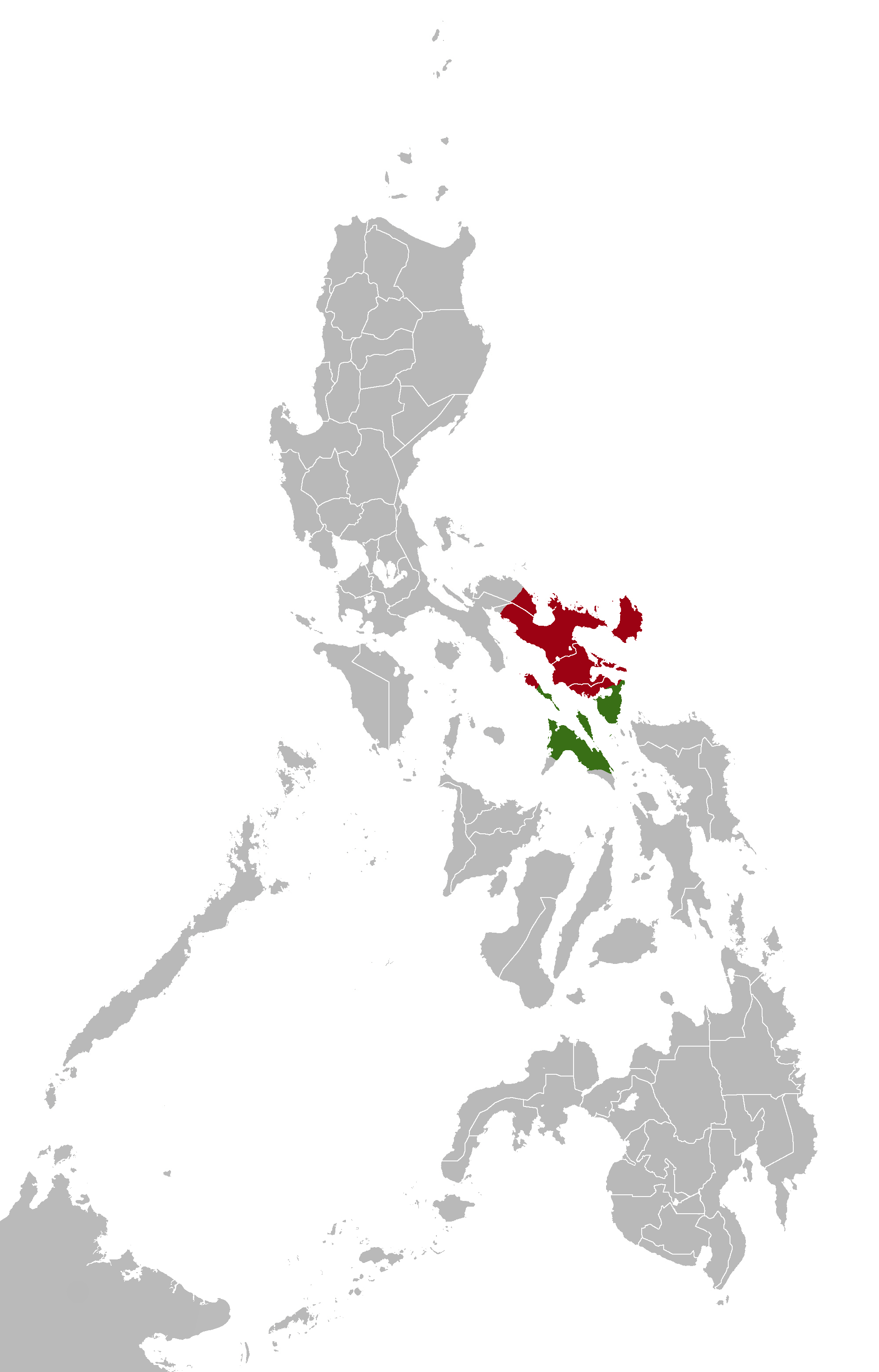
розповсюдження діалектів бікольської мови

(Центральна)бікольська мова — одна з мов прибережної бікольської підгрупи, поширеної в регіоні Бікол на Філіппінах.

## Граматика

### Займенники
|                        | Абсолютив | Ергатив   | Непрямий відмінок           |
| ---------------------- | --------- | --------- | --------------------------- |
| 1-ша ос. одн.          | ako       | ko        | sakuya, sako, kanako, saako |
| 2-га ос. одн.          | ika, ka   | mo        | saimo, si-mo, kanimo        |
| 3-тя ос. одн.          | siya, iya | niya      | saiya, kaniya               |
| 1-ша ос. мн. інклюзив  | kita      | nyato, ta | satuya, sato, kanato, saato |
| 1-ша ос. мн. ексклюзив | kami      | nyamo, mi | samuya, samo, kanamo, saamo |
| 2-га ос. мн.           | Kamo      | nindo     | saindo, kaninyo, saiyo      |
| 3-тя ос. мн.           | Sinda     | ninda     | sainda, kanira              |

### Лексика
Подібно іншим філіппінським мовам, в бікольській є чимало запозичень, переважно з іспанської внаслідок тривалої іспанської колонізації Філіппін: suerte (удача), karne (м'ясо), imbestigador (дослідник), litro (літр), pero (але), krimen (злочин) тощо. Є давніші запозичення з санскриту, наприклад, Hade (король), karma (карма).